# Beatrice (Stillman)
Beatrice es una obra creada en 1896 por Marie Spartali Stillman, pintora cercana al círculo de los prerrafaelitas. Está realizada con una técnica mixta de acuarela y gouache, que ya era practicada por otros pintores relacionados con la Hermandad, como Edward Burne-Jones. Se trata del retrato de un personaje de la Divina comedia de Dante, Beatriz, que aparece sumida en sus pensamientos mientras lee un libro.

## Obra
La influencia de Dante Gabriel Rossetti, artista con el que mantuvo una estrecha relación (como puede observarse en su correspondencia), se encuentra presente en gran parte de la obra de esta pintora. En esta pieza en concreto destaca por sus semejanzas con el prerrafaelita debido a la inspiración en la temática de la Divina Comedia, la ubicación del personaje ante un fondo indefinido y atemporal, el empleo de flores simbólicas alrededor de la figura representada, el contraste cromático entre tonos rojizos o anaranjados (el cabello de Beatriz y las flores) y azules o verdosos (la túnica y el fondo) y los ropajes, largas túnicas con reminiscencias clásicas. Además, llama la atención que la artista utiliza el mismo modelo de belleza con el que Rossetti representa a sus modelos femeninas, empleando ciertos rasgos muy característicos: el cabello rojizo, los labios fruncidos, los ojos entornados con párpados pesados y el cuello y los hombros fuertes y macizos. 
La huella de Rossetti queda, sin embargo, algo tamizada por el impacto que tiene en Spartali el viaje a Italia que realiza entre 1877 y 1888. La influencia italiana se refleja, sobre todo, en los rasgos de la retratada, que aparecen dulcificados, y la aplicación del color.

## La otra Beatrice
Entre la Beatriz que concebían tanto Rossetti como el propio Dante Alighieri y la que representa Spartali en su obra existen ciertas diferencias. Mientras Dante se refiere a ella como un ser divino, Marie Stillman la identifica con algo más terrenal. Además, al ponerla señalando el pasaje de un libro y representar un ramo de pensamientos al lado del mismo, la relaciona directamente con el conocimiento, otorgándole un cierto matiz intelectual y aportando su propia visión artística del personaje.